# Emilie Rathou
Emilie Rathou, till 1882 Gustafsson, född 8 maj 1862 i Lösens församling, död 12 oktober 1948 i Stockholm, var en svensk frisinnad socialpolitiker, publicist, pionjär inom nykterhets- och rösträttsrörelsen, journalist samt feminist. Hon var den enda kvinnliga ledamoten i Sveriges första folkriksdag. 

## Biografi
Emilie Rathou var dotter till affärsmannen Albert Gustafsson och Anna Svensdotter. Namnbytet från Gustavsson till Rathou skedde när hon var färdig folkskollärarinna. Under sin utbildning hade hon deltagit i några universitets- och språkkurser och var mycket intresserad av att resa runt i världen. I London studerade hon bland annat kvinnofrågan och nykterhetsrörelsen. Hennes karriär som folkskollärarinna avslutade hon 1884 då hon istället började ägna sig helt åt föreläsningsverksamhet i nykterhets-, freds- och kvinnofrågor och som resetalare för IOGT. Vid Första majdemonstrationen 1891 i Stockholm talade hon, som första svenska kvinna, offentligt för kvinnlig rösträtt.
Mellan åren 1890 och 1895 var hon ägare och utgivare av en regional tidning betitlad Dalmasen. Tidningen polemiserade mot kung, prästerskap och överklass. För att omvandla tidningen från en ortstidning till en publikation för hela landet och på så vis lyfta fram en mer politisk inriktning döpte hon om tidningen till Svenska medborgaren.
År 1893 valdes hon som enda kvinna till ledamot av den första folkriksdagen. År 1900 bildade hon föreningen Vita bandet, där hon var generalsekreterare 1903–1947. Från 1912 var hon även redaktör för föreningens tidning med samma namn. Åren 1911–1921 tillhörde hon, som förbudsvänlig, den av regeringen Karl Staaff tillsatta nykterhetskommittén. Partipolitiskt tillhörde hon Frisinnade landsföreningen, där hon var suppleant i förtroenderådet.
År 1918 erhöll Emelie Rathou Illis Quorum av regeringen för sina goda insatser i det svenska samhällslivet.
Hon levde tillsammans med Maria Sandström och de är begravda sida vid sida på Bromma kyrkogård.

## Kampen för kvinnlig rösträtt och nykterhet
Emilie Rathou var en pionjär i kampen för kvinnlig rösträtt som inleddes i mitten av 1800-talet, en tid då kvinnor började intressera sig för att delta i politiska diskussioner och påverka sina rättigheter i det framväxande Folkrörelsesverige. Hon stred på många sätt för den kvinnliga rösträtten och ledde föreningen Vita Bandet som många av dåtidens kvinnor engagerade sig i. Rathou prioriterade i första hand kampen mot alkoholismen, och detta var en tid då Sverige hade stor social misär på grund av en utbredd alkoholkonsumtion.
Eftersom Rathou såg ett samband mellan dryckenskap och kvinnoförtryck ville hon ta upp kampen mot båda och det krävdes även att andra kvinnor skulle engagera sig i rörelsen för att påverka sina rättigheter. År 1884 gick Rathou med i IOGT och året därpå tog hon storlogegraden, blev barntempelledare och den första kvinnan i en av IOGT:s distriktsråd i Västmanland. Hon lämnade då lärarinneyrket för att bli föredragshållare för IOGT på heltid.
Det var första gången som en kvinna gav sig ut som resetalare på föredragsturné, något som väckte allmän förargelse, och hon uppfattades av vissa som farlig och samhällsvådlig. Att Rathou gav sig ut på talarturné var stridande mot dåtidens ideal av "sann kvinnlighet" och hon mötte många svårigheter såsom hat, förakt och personlig förföljelse. Den konservativa pressen behandlade henne mycket hånfullt och vid hennes möten utsattes hon för smutskastning som gjorde det nödvändigt för polisen att närvara. För att bevisa att hon inte var en riktigt fin kvinna och därmed svartmåla henne, påstod man även att hon svor. Dessutom hotade man med att hon skulle få göra August Palm och Axel Danielsson sällskap på gröna Ön, det vill säga sitta i fängelse på Långholmen, om hon inte höll tyst. Trots det fortsatte hon betona kvinnors behov av föreningar där de kunde agera självständigt och driva frågor som männen blundade för. 
I sina föredrag propagerade hon både för nykterhetssaken och för kvinnornas rättigheter och skyldigheter i det offentliga samt det politiska livet. Genom sin ställning i Vita bandet kunde Rathou nå stora skaror i sin kamp för könens likställdhet, för nykterhet och fred. Vid den första nordiska kvinnokongressen i Köpenhamn 1888 representerade hon Sverige och höll föredrag om betydelsen av kvinnans deltagande i nykterhetsfrågan.

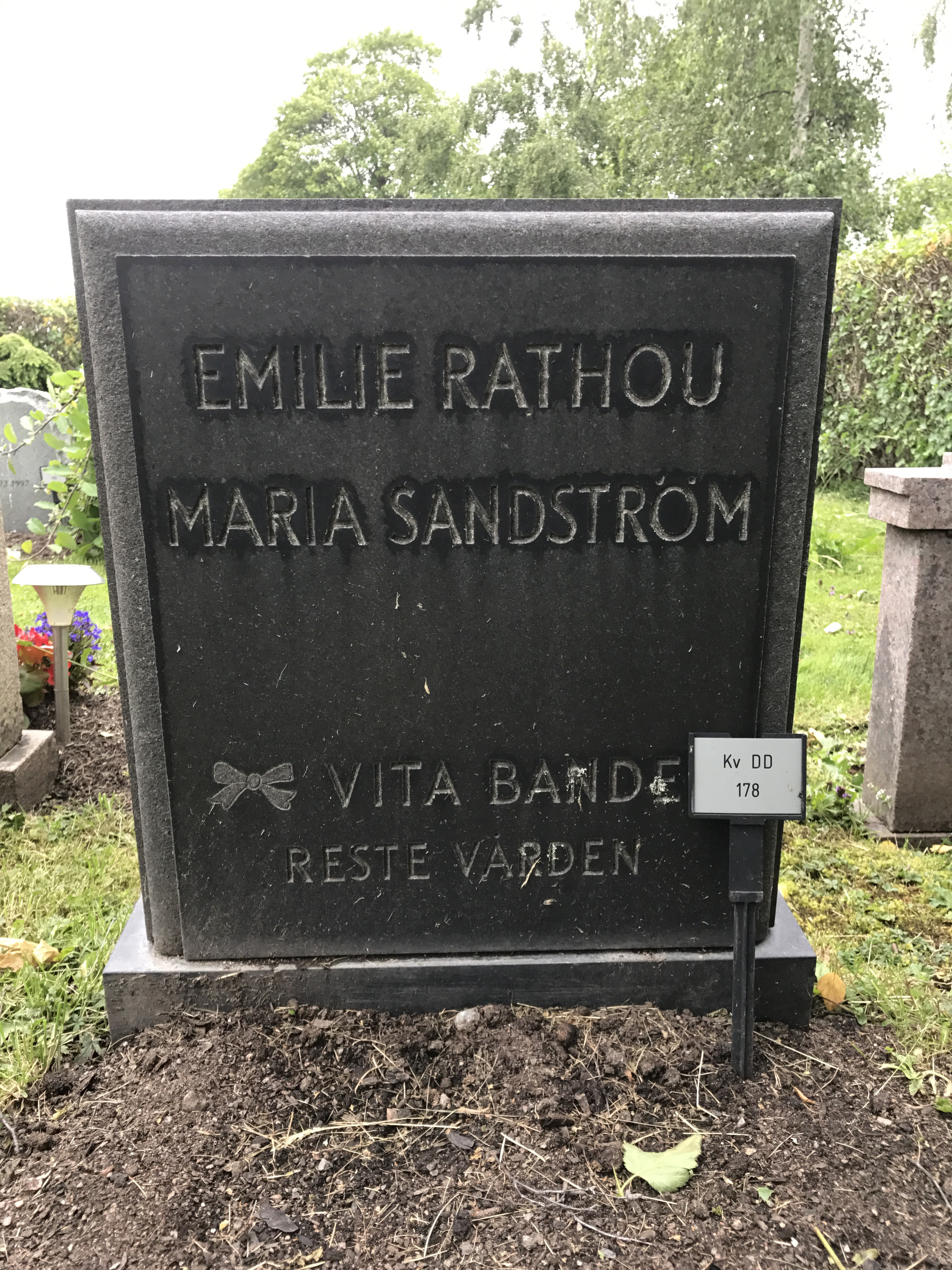
Gravvård för Emilie Rathou och Maria Sandström på Bromma kyrkogård.
Vita Bandet reste vården

Det var inte bara genom hennes tal som Rathou spred sina tankar och kämpade för sin ideal, förutom att hon höll tusentals föredrag skrev hon även artiklar i samma mängd.
| ”               | Slitit har jag nog för både bröd och idéer | „ |
| – Emelie Rathou |                                            |   |